# Nyílfarkú réce
A nyílfarkú réce (Anas acuta) a madarak osztályának lúdalakúak (Anseriformes) rendjébe és a récefélék (Anatidae) családjába tartozó faj. 

## Rendszerezése
A fajt Carl von Linné svéd természettudós írta le 1758-ban. Tudományos neve két szóból áll: az anas jelentése kacsa, az acuta jelentése élesített.

## Előfordulása
Eurázsiában és Észak-Amerikában elterjedt, a telet többnyire Dél-Európában, a Nílus mentén és Afrika más területein tölti. Természetes élőhelyei a nyílt vizes élőhelyek, szigetek, parti növényzetben fészkel, a sztyeppi, alföldi, hegyvidéki és tundrai tavakon.

### Kárpát-medencei előfordulása
Magyarországon kis számban rendszeresen fészkelő, döntően inkább átvonul tavasszal és ősszel, de egy-egy példány át is telel.

## Megjelenése
Testhossza 51-66 centiméter (farktollat leszámítva), szárnyfesztávolsága 80-95 centiméter, testtömege 500-1100 gramm. A tojó kisebb és könnyebb a hímnél, mintegy tőkés réce méretű, de teste sokkal karcsúbb, nyúlánkabb. Könnyű felismerni a hosszú, keskeny és hegyes szárnyáról, valamint a megnyúlt, csúcsos farktolláról. A tojó farka kevésbé megnyúlt, mint a gácséré. A gácsér farktollazata 6-10 centiméteres és tűhegyes. Repülés közben jól megfigyelhető a farka és a viszonylag hosszú, vékony nyaka.
A nyílfarkú récére is jellemző az ivari dimorfizmus. A gácsér és a tojó teljesen eltérő tollazatú. A nyílfarkú réce tojója nagyon hasonló a tőkés réce tojójához, ugyanolyan finomak és visszafogottak.  A tojó barnás tollazatú sötétebb-világosabb foltokkal. A nyílfarkú réce tojójának fején és hátán több a vöröses folt. Megkülönböztető bélyeg a csőr színe is: a tőkés réce csőre sárga, míg a nyílfarkú récéé szürke és vékony. A nyílfarkú réce tojójának csőre kevésbé kékes árnyalatú, mint a hímé. A tojó szárnytükre sötétbarna, világos szegéllyel. A szárnytükör szegélyei elöl alig láthatóan vékony, míg hátul vastag fehér szegélyűek. A tojó feje durván foltos, hasa világosbarnás. A nászruhás hím összetéveszthetetlen: feje, torka és nyaka hátsó része barna. A testalj fehér, valamint a nyak elülső oldala is. Testoldalai szürkés alapon feketével cirmozottak. Farkfedői közül az alsók és részben felsők feketék. A farktollak fehérek, kivéve a középsők, amik barnák. A szárnytükör zöldes fekete, szélei hátul zöldes fehérek. Lába szürkés, csőre kékes ólomszürke, csőrkörme fekete. Szeme barna. Kiszélesedő, fehér pászta húzódik a nyakoldalán végig.
A nyugalmi időszakban a hímek tollazata a nőstényekével csaknem megegyező: kevesebb vöröses árnyalatú tolluk van, a begy foltjai haránt foltok. A nyugalmi időszakban a hímek farka megrövidül, de nem veszít hegyességéből. Az öreg hímek szárnymintázata megmarad, válltollai szürkébbek és hosszabbak lesznek.
A fiatal nyílfarkú récék tollazata hasonló a nyugalmi ruházatú hímekéhez, de leginkább a tojókéhoz. Szárnytükreik alapján elkülöníthetőek. A szárnytükör fiatal korban fakó, a hímeken zöldes. A tollazat csipkézettsége nem szabályos, elmosódott a sávozottság, a pettyegetettség.
|  |  |

## Táplálkozás
A vízben és a vízparton parti növényzettel, magokkal és kisebb gerinctelenekkel (rovarok, rákok, kagylók) táplálkozik. Ősszel és télen többnyire a növényekkel táplálkoznak, a nyári-tavaszi hónapokban gyökerekkel, akár kisebb halakkal is. Hosszú nyaka lehetővé teszi, hogy a vízben akár 30 centiméter mélyen kutasson élelem után. Este, éjszaka táplálkoznak, nappal pihennek.

## Életmódja
A sekély vízben tótágast állva keresgéli növényi és állati eredetű táplálékát. Kiválóan úszik és jár a szárazföldön. Gyors repülő, röptében a szárnya külső részét kissé visszahajlítja. Társaságkedvelő faj, gyakran alkot más récékkel nagyobb csoportokat.

## Szaporodás
Mindkét nem egyéves koráig eléri az ivarérettséget. A hím a nőstény mellett úszik, lehajtja a fejét, felemeli a farkát és folyamatosan fütyül. Ha egy tojónak több udvarlója van, addig üldözik a repülő tojót, míg csak egyetlen egy gácsér marad. Párzási időszakuk április és június között van.Talajra építi fészkét, melyet növényi anyagokkal és tollal bélel ki. Fészekalj 7–10 tojásból áll, melyen 22–23 napig kotlik. A tojások közepes nagyságúak, 55 mm x 38 mm méretűek, tömegük kb. 45 gramm, amiből 7% a héj. Ha ragadozók elpusztítják az első fészekaljat, a tojó képes egy másodikat rakni júliusban.A fiókák fészekhagyók, és 7 hetes korukra lesznek önállóak.
|  |

## Természetvédelmi helyzete
Az elterjedési területe rendkívül nagy, egyedszáma még nagy, 4,7-4,8 millió példány körüli. A Természetvédelmi Világszövetség Vörös listáján nem fenyegetett fajként szerepel. Magyarországon 1971 óta védett madár, természetvédelmi értéke 50000 Ft. A populációjuk rohamos csökkenést mutat, bár egyes területeken a létszám stabil. A legkevésbé stabil állomány Oroszországban él. Ahol nagy számban él, ott korlátozottan vadászható, ezzel segítve a számuk fenntartását.

## Egészség
A nyílfarkú réce fészke ragadozóknak van kitéve, például a borznak és a rókának, madarak közül a sirályok, szarkák és varjak támadnak meg nyílfarkú réce fészkeket. A repülni tudó felnőtt állatok a szárazföldi ragadozók elől elrepülnek, de a nagy ragadozó madarakat ők sem tudják elkerülni.
A nyílfarkú réce élőhelyét jelentősen érinti az éghajlatváltozás: a szárazság és a parti növények túlzott elszaporodása. A mocsarak átalakítása, lecsapolása, a szántóföldi növények elterjedése veszélyezteti a szaporodási és táplálkozási helyét. A tavaszi mezőgazdasági munkák alatt egy kanadai tanulmány szerint a megfigyelt fészkek fele elpusztult. Ez leginkább a korán érkező madarakat érinti.
A nyílfarkú récék nagy ellensége az ólommérgezés. A vadászati szezonban sok lőpormaradvány, ólom és platina kerül a mocsarak, tavak vizébe, ahonnan a madarak táplálkoznak. Egy spanyol tanulmány kimutatta, hogy a barátrécéken kívül a nyílfarkú récék halnak meg a legtöbben ólommérgezésben. Sok európai országban vadászathoz már csak olyan puskát szabad használni, ami nem juttat mérgező anyagot a vizekbe, nem tartalmaz ólmot.